# テイエム牧場
テイエム牧場（テイエムぼくじょう）は、鹿児島県垂水市と北海道日高町にある競走馬の生産牧場である。

## 概要
テイエム技研の社長であり、冠名「テイエム」の競走馬を所有する馬主でもある竹園正繼が、オーナーブリーダーを目指して開設した。
鹿児島県垂水市にテイエム牧場と新テイエム牧場、北海道日高町にテイエム牧場日高支場とテイエム牧場門別育成場の4場がある。
所有する繁殖牝馬の大半に竹園所有のテイエムオペラオーやテイエムサンデーを配合している。鹿児島県の本場所属の繁殖牝馬は北海道で種付けされ、夏を過ごしたあと、秋に鹿児島県に移動し、翌年春に仔馬を出産する。これによって仔馬は九州産馬の恩恵を得られる。繁殖牝馬は出産後すぐに北海道に移動し、再び種付けというサイクルを繰り返す。
1996年に牧場の建設が開始され、1999年に最初の競走馬が誕生した。鹿児島県の本場で生産されたテイエムチュラサンが2005年にアイビスサマーダッシュに優勝し、牧場としてJRA重賞初優勝となった。北海道の分場生産馬では、テイエムエースが2008年の東京ハイジャンプに優勝している。
2011年8月6日深夜、門別育成場で火災が発生し、2歳馬12頭と4歳馬1頭が焼死した。

## 主な生産馬
- テイエムチュラサン（アイビスサマーダッシュ）
- テイエムエース（東京ハイジャンプ）
- テイエムトッパズレ（京都ジャンプステークス、京都ハイジャンプ）
- テイエムジンソク（みやこステークス、東海ステークス）
- テイエムヒットベ（萩ステークス）
- テイエムマズルカ（ひまわり賞）
- テイエムヒッタマゲ（昇竜ステークス）
- テイエムヨカドー（東京シンデレラマイル）

## 付帯施設
- テイエム牧場温泉（まさかり温泉) - 炭酸水素塩泉 [2]